# 地蔵院 (ふじみ野市)
地蔵院（じぞういん）は、埼玉県ふじみ野市にある真言宗智山派の寺院。

## 歴史
1314年（正和3年）、覚応によって開山された。当地は鎌倉幕府御家人二階堂氏の所領となっており、二階堂氏の祈願寺とされてきた。この二階堂氏の末裔として、出羽本荘藩の藩主家となる六郷氏を輩出しており、六郷家では藩士を寺侍として派遣していた。
当院では二つの山号が伝わっている。「佉羅陀山」と「木宮山」である。当院公式サイトでは、現在は「佉羅陀山」の方を用いている。

## 文化財
- しだれ桜（ふじみ野市指定天然記念物 昭和53年4月1日指定）[3]

## 交通アクセス
- ふじみ野駅より徒歩22分。